# Isaloides yollotl
Isaloides yollotl är en spindelart som beskrevs av Jiménez 1992. Isaloides yollotl ingår i släktet Isaloides och familjen krabbspindlar. Inga underarter finns listade i Catalogue of Life.